# Joaquín Pérez de Arrieta
Joaquín Pérez de Arrieta Márquez (Zaragoza, 25 de noviembre de 1784) fue un periodista y político español del siglo XIX.

## Reseña biográfica
Nació en Zaragoza, hijo del abogado Joaquín Pérez Arrieta y de Teresa Márquez, de otra familia de abogados. Se formó en humanidades y matemáticas en la universidad de Zaragoza y la Real Sociedad Económica Aragonesa de Amigos del País. Durante los sitios de Zaragoza, tomó partido por José de Palafox.
Durante la guerra de la Independencia española, se refugió en Mallorca, donde consta su vinculación al editor liberal Miguel Domingo y sus polémicas con autores conservadores. Fue el editor del periódico La Antorcha, donde se celebró el final de la Inquisición española y se criticaba el conservadurismo. Fue luego editor de otras publicaciones liberales de la época como el Diario  Político  y Mercantil de Palma. Durante el posterior predominio conservador en el reinado de Fernando VII, consta su persecución por sus ideas liberales, apareciendo también vinculado al general Torrijos.
Liberado de la cárcel de Murcia con la llegada del Trienio Liberal en 1820, fue nombrado secretario del Gobierno Político de Murcia. La jefatura política recayó en el liberal Juan Romero Alpuente, aragonés como Pérez Arrieta y protector suyo. Pese a ello durante el Trienio Liberal tuvo polémicas tanto con el nuevo régimen liberal como con autores conservadores. Para 1822 había sido cesado y encarcelado, enemistado con el nuevo jefe político. En 1823 recuperó su empleo para ser cesado de nuevo con la llegada de un nuevo régimen conservador tras los Cien Mil Hijos de San Luis.
Regresó a la escena política con la muerte de Fernando VII y el establecimiento de la regencia de María Cristina si bien se desconoce qué amnistía le incluyó. Particularmente el auge del liberalismo progresista, con el que simpatizaba, le benefició políticamente. A partir del 3 de septiembre de 1835 fue secretario del gobierno político de la provincia de Zaragoza sustituyendo a Ramón Adán. Desde el 15 de abril de 1836 fue jefe político interino encargándose de la jefatura política de la provincia de Zaragoza hasta la llegada del próximo jefe político titular, Francisco Romeo y Gamboa, que no llegó a tomar posesión de su cargo. Fue finalmente sustituido por Evaristo San Miguel el 15 de junio de 1836. Fue en paralelo diputado a a Cortes en 1836-1837.
En 1840 fue Jefe de Sección en el Ministerio de la Gobernación. Se jubiló en 1843.